# Toyokazu Nomura
Toyokazu Nomura (n. 14 iulie 1949, Koryo⁠(d), Prefectura Nara, Japonia) este un judocan ce a reprezentat Japonia, medaliat olimpic. A participat la o ediție a Jocurilor Olimpice (1972) în care a câștigat o medalie de aur.

## Participări
Lista de mai jos prezintă principalele competiții la care a participat Toyokazu Nomura de-a lungul carierei.
- judo at the 1972 Summer Olympics – men's 70 kg[*]